# Бак-Нильсен, Кристиан
Кристиан Бах Бак-Нильсен (дат. Kristian Bach Bak Nielsen; род. 20 октября 1982[…], Кибек, Рингкёбинг) — датский футболист, защитник.

## Клубная карьера
Бак-Нильсен начал профессиональную карьеру в клубе «Мидтьюлланн», выступающий в первом дивизионе. В том же 2000 году он помог команде выйти в Суперлигу. Изначально Кристиан выступал на позиции нападающего, но позже был переведен в защиту. В 2004 году он продлил контракт с клубом, а в 2005 году был выбран капитаном команды.
Летом 2007 года Бак-Нильсен подписал контракт с нидерландским «Херенвеном». 27 октября в поединке против «ВВВ-Венло» он забил свой первый гол в Эредивизи. В декабре Кристиан получил травму лодыжки и в следующий раз вышел на поле только 5 октября 2008 года в матче против «Аякса». В 2009 году Бак-Нильсен помог «Херенвену» выиграть Кубок Нидерландов. Летом 2010 года Кристиан вернулся в «Мидтьюлланн».

## Международная карьера
В 2003 году Бак-Нильсен дебютировал за молодёжной сборную Дании.
Сыграл шесть неофициальных товарищеских матчей за сборную Дании.

## Достижения
«Херенвен»
- Обдадатель Кубка Нидерландов — 2009